# 1043
سنة 1043 كانت سنة بسيطة تبدأ يوم السبت (الرابط يظهر نموذج التقويم الكامل للسنة) من التقويم اليولياني.

## أحداث
- تأسيس مدينة كوفنتري وتقع حاليا في المملكة المتحدة.
- انتهاء الحصار الشديد الذي فرضه الأمير المغراوي حَمَّاد بن معنصر على فاس بعد تمرده على ابنه عمه دوناس بن حمامة.

## مواليد
- فولك الرابع كونت أنجو

## وفيات
- يحيى بن إبراهيم.
- أبو الحزم بن جهور.
- الظافر بن ذي النون.
- جورج مانياكيس.
- نجاء الصقلبي.